# Hjalmar Siilasvuo
Hjalmar Fridolf Siilasvuo, né Strömberg (18 mars 1892, Helsinki - 11 janvier 1947, Liminka, est un général finlandais ayant servi dans l'armée finlandaise, lors de la Seconde Guerre mondiale, au cours des guerres d'Hiver, de Continuation et de Laponie. Il fit également partie du 27e bataillon de jägers de volontaires finlandais, ayant combattu aux côtés des Allemands durant la Première Guerre mondiale.

## Famille
Strömberg naît le 18 mars 1892 à Helsinki, au sein d'une famille suédophone de parents enseignants ; son père est Frans Strömberg et sa mère Hulda Röman. Il épouse en 1920 Salli Kolsin, avec qui il engendre trois enfants : Pehr Hjalmar Ensio en 1922, Rolf Torsen Erland en 1923 et Irja Rakel en 1926.

## Formation
Il étudie, de 1911 à 1915, le droit à Helsinki, puis suit les cours de ranger à Lockstedtin pour devenir Jäger, avant de faire l'académie militaire en 1924-1926.

## Première Guerre mondiale
Le 23 mars 1915, il rejoint clandestinement l'Allemagne pour suivre les cours de Pfadfinder pour être versé dans le 27e bataillon de jägers de volontaires finlandais, au sein duquel il combat au cours de la bataille de la rivière Misa, des combats du golfe de Riga et de ceux de la rivière Aa.

## Guerre civile finlandaise
Le 25 février 1918, il revient à Vaasa à bord du navire Arcturus. Il est enrôlé comme commandant dans les Gardes Blanches au 3e Jäger puis au 5e Jäger. Il participe alors notamment aux combats des batailles de Tampere et de Viipuri.

## Grande Trêve
Il suit les cours du Collège de Guerre, et après avoir été promu lieutenant-colonel, sert au ministère de la Défense sous la direction de Charles Heinonen. Il sert aussi au bataillon de moto no 1 de l'isthme de Carélie et constitue un club à Terijoki, qui servit durant la guerre d'hiver au gouvernement fantoche de Kuusinen. Il est par la suite nommé colonel, muté à Oulu dans les gardes provinciales et se présente pour être élu au conseil municipal de la ville (1937-1940). C'est le moment qu'il choisit pour transformer son nom en Siilasvuo.

## Guerre d'hiver

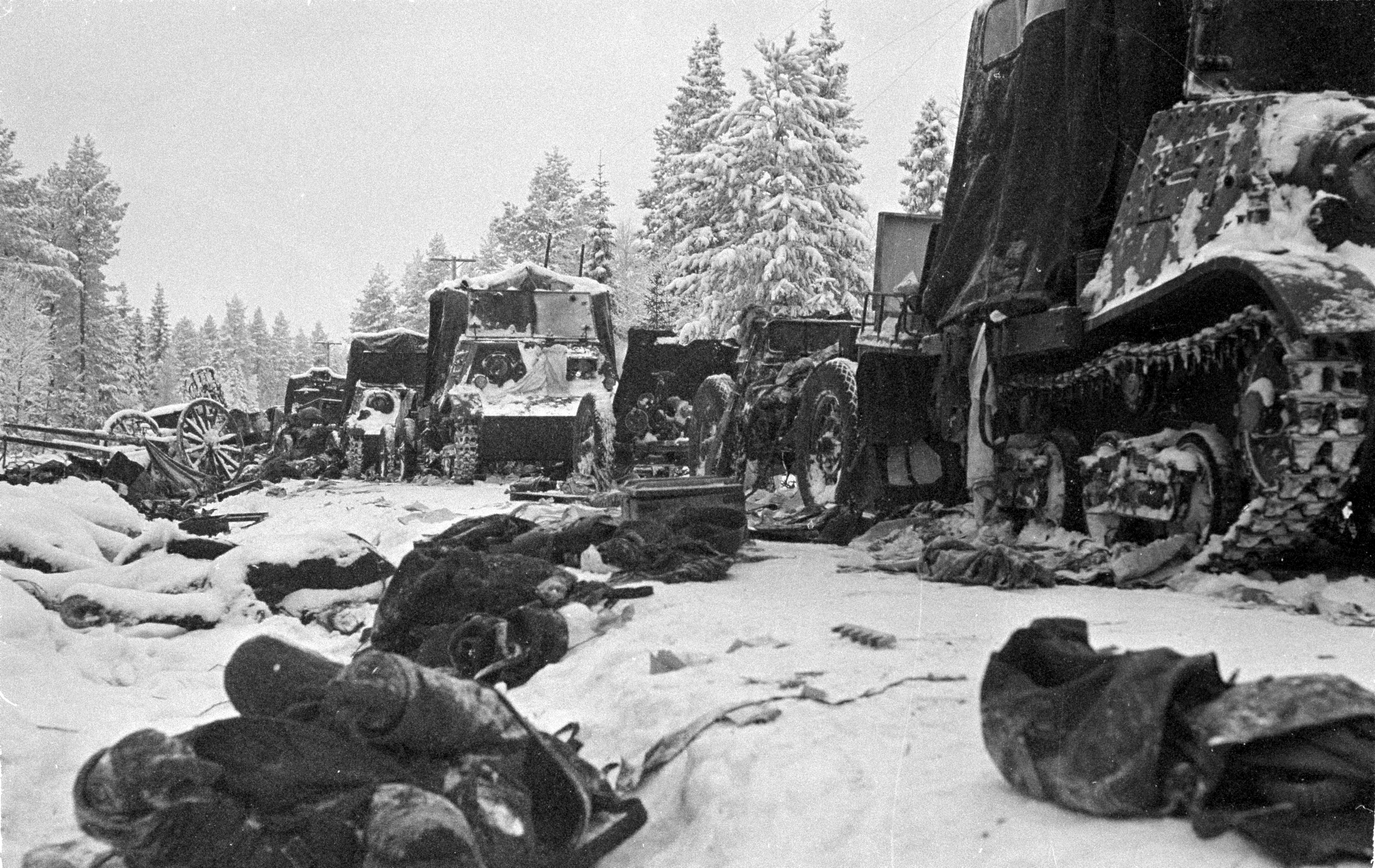
Troupes soviétiques après la bataille de Raate et la mise en œuvre de la tactique des motti.

En tant que colonel et commandant de la 9e division d'infanterie, il supervise la défense finlandaise à Kuhmo et lors de la bataille de Suomussalmi contre la 163e division soviétique. Au cours de la bataille de la route de Raate, les pertes soviétiques sont terribles ; c'est là que se révèle la terrible efficacité de la tactique des motti : il détruit deux régiments de la division ukrainienne ou division bleue. Cette bataille permet de mettre la main sur du matériel militaire (plus de 50 chars, 400 camions, 1 500 chevaux, des canons et d'importants stocks de fournitures), qui manque alors cruellement à l'armée finlandaise, tandis que la présence de journalistes sur place confèrera à cette bataille d'importantes retombées médiatiques. Le 8 avril 1940, il est promu général de brigade, puis écrit un livre à propos de son expérience militaire.

## Guerre de continuation
Au cours de la guerre de continuation, le général Nikolaus von Falkenhorst, qui commande en 1941 le IIIe Corps au nord du pays et en Carélie blanche, lui demande de contraindre les troupes soviétiques à la retraite et de faire mouvement vers Mourmansk. Mais cette fois-ci, les troupes finlandaises subissent d'effroyables pertes (le Jr53 de Jussi Turtola est encerclé à Kiestinki ; Verner Viikla, commandant de la 6e division, se suicide), si bien que Siilasvuo est baptisé Hjalmar le sanglant. À l'automne 1941, il prend le commandement de la 6e division SS de montagne Nord et devient, de toute la Seconde Guerre mondiale, l'unique non-Allemand à avoir commandé une division SS. C'est alors que les relations diplomatiques entre l'Allemagne et la Finlande se tendent progressivement.
Le 3 juillet 1942, il est promu général de division, puis retiré du front pour devenir inspecteur en chef des écoles et se retrouve à Helsinki. À la fin de l'hiver 1942-1943, il est nommé commandant de la IIe armée, constituée de 15 divisions et de 19 brigades, stationnée le long du front de l'isthme de Carélie. Le 9 juin 1944, il progresse ainsi, dans le cadre d'une vaste offensive, vers le lac Ladoga et en juillet, le front est stabilisé. Après un cessez-le-feu le 4 septembre 1944, la paix provisoire avec les Soviétiques est conclue le 18 septembre.

## Guerre de Laponie
Les Allemands se retirent de la Finlande au cours de l'opération Birke. Il commande alors les forces finlandaises stationnées à Oulu. Mais sous la pression soviétique, Mannerheim fait hâter les événements et lui ordonne de lancer l'encerclement des troupes allemandes. Le 1er octobre 1944, il prend ainsi part au débarquement de Röytta. Le 21 décembre 1944, il est décoré de la Croix de Mannerheim. Fin 1944, il dirige la Croisade des jeunes, une division qui attaque les Allemands en Laponie, mais subit de lourdes pertes en raison des nombreuses mines parsemées par les Allemands sur le terrain situé derrière eux, afin de couvrir leur retraite.

## Après-guerre
Après avoir reçu le commandement de la 1re division, il se lance en politique, assiste au procès pour crimes de guerre de Finlande, et prend le temps d'écrire un livre intitulé Kuhmo Guerre d'Hiver. Le 11 janvier 1947, il décède finalement à l'âge de 54 ans à son domicile de Oulu. Il est enterré dans le cimetière militaire de la ville, aux côtés des héros finlandais tombés au cours de tous ces conflits. Il a été davantage reconnu pour ses actions sur le terrain que pour son activité bureaucratique. Son fils Ensio Siilasvuo (1922-2003) a lui servi en tant que général dans l'armée finlandaise.